# Rostryggig inkatangara
Rostryggig inkatangara (Incaspiza personata) är en fågel i familjen tangaror inom ordningen tättingar.

## Utseende och läte
Rostryggig inkatangara är en vacker finkliknande fågel. Fjäderdräkten är grå med kastanjebrunt på rygg och vingar. På huvudet syns svart i ansiktet och på strupen. Benen är gula, liksom näbben. I flykten syns vita yttre stjärtpennor. Arten liknar större inkatangara, men har mindre svart strupfläck men större ansiktsmask samt mer bjärt färgad och mindre brunaktig rygg. Ungfågeln är som en urvattnad och strimmig adult, med bara antydning av teckningarna på strupe och i ansiktet.

## Utbredning och systematik
Fågeln förekommer i torra delar av Anderna i västra Peru (övre Marañónflodens) avrinningsområde. Den behandlas som monotypisk, det vill säga att den inte delas in i några underarter.

### Släktskap
Arterna i Incaspiza behandlades liksom ett antal finkliknande tangaror tidigare som en del av familjen fältsparvar (Emberizidae), då med svenska trivialnamnet inkafinkar. Genetiska studier visar dock att de är en del av familjen tangaror, i en grupp tillsammans med campostangaran (Porphyrospiza caerulescens) samt de tidigare Phrygilus-arterna sorgtangara, koltangara och lärktangara.  

## Levnadssätt
Rostryggig inkatangara hittas i torra områden med täta snår. Den födosöker mestadels på marken.

## Status
Arten har ett begränsat utbredningsområde, men beståndet anses vara stabilt. IUCN kategoriserar arten som livskraftig.